# Landkreis Schleiz
| Basisdaten                                             | Basisdaten                                                                                       |
| ------------------------------------------------------ | ------------------------------------------------------------------------------------------------ |
| Bestandszeitraum                                       | 1852–1871 (Landratsamt) 1880–1922 (Landratsamt) 1919–1922 (Bezirksverband) 1922–1952 (Landkreis) |
| Verwaltungssitz                                        | Schleiz                                                                                          |
| Einwohner                                              | 48.484 (1939)                                                                                    |
| Gemeinden                                              | 97 (1939)                                                                                        |
|                                                        |                                                                                                  |
| Lage des Landkreises Schleiz in Thüringen im Jahr 1922 |                                                                                                  |

Der Landkreis Schleiz war von 1922 bis 1952 ein Landkreis in Thüringen. Der Kreissitz befand sich in Schleiz. Das ehemalige Kreisgebiet gehört heute zum größten Teil zum Saale-Orla-Kreis in Thüringen. Vor 1922 bestand im Volksstaat Reuß bzw. in Thüringen der Bezirksverband Schleiz und vor  1919 im Fürstentum Reuß jüngerer Linie das Landratsamt Schleiz.

## Geschichte

### Fürstentum Reuß jüngerer Linie
Im Fürstentum Reuß jüngerer Linie wurden 1852 die drei Landratsämter Schleiz, Gera und Ebersdorf gebildet. 1871 wurde das Landratsamt Schleiz aufgelöst. Nunmehr umfasste das Landratsamt Gera den Unterländischen Bezirk von Reuß und das Landratsamt Ebersdorf den gesamten Oberländischen Bezirk. 1880 wurde das Landratsamt Ebersdorf in Landratsamt Schleiz umbenannt und der Sitz des Landrats nach Schleiz verlegt. Das Landratsamt Schleiz besaß im Jahre 1910 eine Fläche von 544 km². An der Spitze des Landkreises stand ein Landrat. Seit 1866 bestand ein Bezirksausschuss. Dieser bestand aus dem Landrat, einem Vertreter der fürstlichen Kammer, den Bürgermeistern der Städte des Bezirks und 10 gewählten Mitgliedern. Eines dieser Mitglieder wurde von den Besitzern von Grundstücken mit einem Steuerwert von mindestens 500 Einheiten, ein weiteres von denjenigen Bürgern, die mindestens 3000 Mark Einkommensteuer zahlten gewählt. Die anderen Mitglieder wurden durch die Bürgermeister gewählt. Seine Aufgaben waren im Gesetz vom 30. April 1866 geregelt.

### Volksstaat Reuß
Am 17. April 1919 schloss sich Reuß jüngerer Linie mit Reuß älterer Linie zum Volksstaat Reuß zusammen. Aus dem Landratsamt Schleiz wurde der Bezirksverband Schleiz, allerdings in veränderter Abgrenzung. Die Gemeinden Kleinwolschendorf, Langenwolschendorf, Leitlitz, Pahren und Weckersdorf des alten Landratsamts Schleiz wechselten in den Bezirksverband Greiz. Im Gegenzug kam aus dem alten Landratsamt Greiz der Amtsgerichtsbezirk Burgk mit den Gemeinden Burgk, Crispendorf, Dörflas, Friesau, Grochwitz, Mönchgrün, Möschlitz, Neundorf, Pahnstangen, Plothen, Rauschengesees, Remptendorf, Röppisch und  Zoppoten zum Bezirksverband Schleiz.

### Land Thüringen
Nachdem 1920 das neue Land Thüringen gegründet worden war, kam es 1922 zu einer umfassenden Gebietsreform, bei der aus den folgenden Bestandteilen der Landkreis Schleiz gebildet wurde:
- Der gesamte Bezirksverband Schleiz bis auf die Gemeinde Weitisberga, die in den Landkreis Saalfeld wechselte
- Die Gemeinde Weisbach aus dem aufgelösten Landratsamt Rudolstadt (bis 1920 Schwarzburg-Rudolstadt)
- Die Gemeinden Bucha, Chursdorf, Dreba, Förthen, Knau, Läwitz, Moßbach, Neudeck, Posen, Schöndorf, Tausa und Volkmannsdorf aus dem aufgelösten Verwaltungsbezirk Neustadt an der Orla (bis 1920 Sachsen-Weimar-Eisenach)
- Die Gemarkung Erkmannsdorf aus dem Landkreis Saalfeld

### Sowjetische Besatzungszone
Am 1. Juli 1945 wurden der preußische Teil der Gemeinde Blintendorf sowie die Gemeinden Blankenberg, Gefell und Sparnberg des preußischen Landkreises Ziegenrück in den Landkreis Schleiz umgegliedert. Nach der Auflösung des Landkreises Ziegenrück am 1. Oktober 1945 kamen auch die beiden Gemeinden Eßbach und Külmla zum Landkreis Schleiz.

### DDR
Bei der ersten größeren Gebietsreform in der DDR am 1. Juli 1950 wechselten die Gemeinden Heberndorf, Keila, Liebengrün, Liebschütz, Paska und Ziegenrück aus dem Landkreis Saalfeld in den Landkreis Schleiz.
Bei der Verwaltungsreform 1952 in der DDR wurde das Land Thüringen aufgelöst und der Landkreis Schleiz aufgeteilt:
- Die Städte Lobenstein und Wurzbach sowie die Gemeinden Altengesees, Birkenhügel, Blankenberg, Blankenstein, Ebersdorf, Eliasbrunn, Friesau, Gahma, Grumbach, Harra, Heberndorf, Heinersdorf, Helmsgrün, Lichtenbrunn, Liebengrün, Liebschütz, Lothra, Lückenmühle, Neundorf b. Lobenstein, Oberlemnitz, Oßla, Pottiga, Rauschengesees, Remptendorf, Röppisch, Röttersdorf, Ruppersdorf, Saaldorf, Schlegel, Schönbrunn, Thimmendorf, Titschendorf, Unterlemnitz, Weisbach und Zoppoten kamen zum neuen Kreis Lobenstein.
- Die Gemeinden Dreba, Keila, Knau, Moßbach, Paska und  Posen kamen zum neuen Kreis Pößneck.
- Die Gemeinde Läwitz kam zum neuen Kreis Zeulenroda.
- Das verbleibende Gebiet des Landkreises bildete unter Hinzufügung mehrerer Gemeinden des Landkreises Plauen (Dröswein, Langenbach, Langenbuch, Mißlareuth, Mühltroff, Thierbach) den Kreis Schleiz.

Die Kreise Lobenstein, Pößneck, Schleiz und Zeulenroda wurden alle dem Bezirk Gera zugeordnet.

## Einwohnerentwicklung
|           | Landratsamt | Landratsamt | Landkreis | Landkreis | Landkreis | Landkreis |
| Jahr      | 1900        | 1910        | 1925      | 1933      | 1939      | 1946      |
| Einwohner | 39.616      | 42.174      | 48.482    | 49.528    | 48.484    | 64.996    |

Einwohnerzahlen der Gemeinden mit mehr als 2.000 Einwohnern (Stand 1939):
| Hirschberg | 2.888 |
| Lobenstein | 3.577 |
| Schleiz    | 6.828 |
| Tanna      | 2.045 |
| Wurzbach   | 2.425 |

## Gemeinden
Im Jahre 1939 umfasste der Landkreis Schleiz sechs Städte und 91 weitere Gemeinden:
| - Altengesees - Birkenhügel - Blankenstein - Blintendorf - Bucha - Burgk - Burkersdorf - Chursdorf - Crispendorf - Dittersdorf - Dobareuth - Dragensdorf - Dreba - Ebersdorf - Eliasbrunn - Förthen - Friesau - Frössen - Gahma - Gebersreuth - Göritz - Görkwitz - Göschitz - Göttengrün - Gräfenwarth | - Grochwitz - Grumbach - Harra - Heinersdorf - Helmsgrün - Hirschberg, Stadt - Kirschkau - Knau - Kulm - Künsdorf - Langgrün - Läwitz - Lichtenbrunn - Lobenstein, Stadt - Löhma - Lössau - Lothra - Lückenmühle - Mielesdorf - Mödlareuth - Mönchgrün - Möschlitz - Moßbach - Neundorf b. Lobenstein - Neundorf b. Schleiz | - Oberböhmsdorf - Oberkoskau - Oberlemnitz - Oettersdorf - Oßla - Pahnstangen - Plothen - Pöritzsch - Pörmitz - Posen - Pottiga - Raila - Rauschengesees - Remptendorf - Rödersdorf - Röppisch - Rothenacker - Röttersdorf - Ruppersdorf - Saalburg, Stadt - Saaldorf - Schilbach - Schlegel - Schleiz, Stadt - Schönbrunn | - Schöndorf - Seibis - Seubtendorf - Spielmes - Stelzen - Tanna, Stadt - Tausa - Tegau - Thierbach - Thimmendorf - Titschendorf - Ullersreuth - Unterkoskau - Unterlemnitz - Venzka - Volkmannsdorf - Weisbach - Wernsdorf - Willersdorf - Wurzbach, Stadt - Zollgrün - Zoppoten |

Die folgenden Gemeinden waren vor 1939 eingemeindet worden:
| - Dürrenbach, 1923 zu Wurzbach - Dorfgemeinde Ebersdorf und Brüdergemeinde Ebersdorf, 1920 zur Gemeinde Ebersdorf zusammengeschlossen - Frankendorf, 1923 zu Tanna - Karolinenfield, 1923 zu Remptendorf - Kießling, 1924 zu Blankenstein - Lerchenhügel, 1923 zu Birkenhügel - Oschitz, 1922 zu Schleiz - Pirk, 1923 zu Birkenhügel |

## Landräte
Unterländischer Bezirk
- Moritz Fuchs (1871–1883)
- Julius Alberti (1883–1901)
- Max Horn (1901–)